# Black Metal (album)
Black Metal drugi je studijski album engleskog heavy metal sastava Venom. Album je objavljen 1. studenog 1982. godine, a objavila ga je diskografska kuća Neat Records.
Album je objavljen u vrijeme cvjetanja metal glazbe u Ujedinjenom Kraljevstvu, tj. novog vala britanskog heavy metala, te se smatra ogromnim utjecajem na thrash metal, death metal i black metal scenu koja se razvila tijekom 1980-ih i 1990-ih.
Iako album nosi ime heavy metal podžanra koji se tek kasnije razvio, dan danas se raspravlja da li je album thrash ili black metal album. AllMusic opisao je album kao "ekstremni metal", dok su Moynihan & Søderlind u njihovoj knjizi tvrdili kako je album "u kamen isklesao neke glavne karakteristike black metala".  Kako bilo, tekst i misli albuma uvelike su utjecali na razvitak rane Norveške black metal scene.
Poznatu ilustraciju na omot albuma nacrtao je basist i pjevač sastava Conrad "Cronos" Lant.

## Popis pjesama
Tekstovi i glazba: Conrad Lant, Jeffrey Dunn, Anthony Bray. 
| 1. | »Black Metal«      | 3:40 |
| 2. | »To Hell and Back« | 3:00 |
| 3. | »Buried Alive«     | 4:16 |
| 4. | »Raise the Dead«   | 2:45 |
| 5. | »Teacher's Pet«    | 4:41 |

| Strana B ("Metal") | Strana B ("Metal")            | Strana B ("Metal") | Strana B ("Metal") | Strana B ("Metal") | Strana B ("Metal") | Strana B ("Metal") | Strana B ("Metal") | Strana B ("Metal") | Strana B ("Metal") |
| Br.                | Skladba                       | Trajanje           |                    |                    |                    |                    |                    |                    |                    |
| ------------------ | ----------------------------- | ------------------ | ------------------ | ------------------ | ------------------ | ------------------ | ------------------ | ------------------ | ------------------ |
| 6.                 | »Leave Me in Hell«            | 3:33               |                    |                    |                    |                    |                    |                    |                    |
| 7.                 | »Sacrifice«                   | 4:27               |                    |                    |                    |                    |                    |                    |                    |
| 8.                 | »Heaven's on Fire«            | 3:40               |                    |                    |                    |                    |                    |                    |                    |
| 9.                 | »Countess Bathory«            | 3:44               |                    |                    |                    |                    |                    |                    |                    |
| 10.                | »Don't Burn the Witch«        | 3:20               |                    |                    |                    |                    |                    |                    |                    |
| 11.                | »At War with Satan (Preview)« | 2:14               |                    |                    |                    |                    |                    |                    |                    |
| 39:51              |                               |                    |                    |                    |                    |                    |                    |                    |                    |

## Zasluge
Venom
- Cronos – vokali, bas-gitara
- Mantas – gitara
- Abaddon – bubnjevi

Ostalo osoblje
- Richie Nichol – fotografija
- Magda – ilustracije
- Keith Nichol – produciranje